# Šeri und Ḫurri

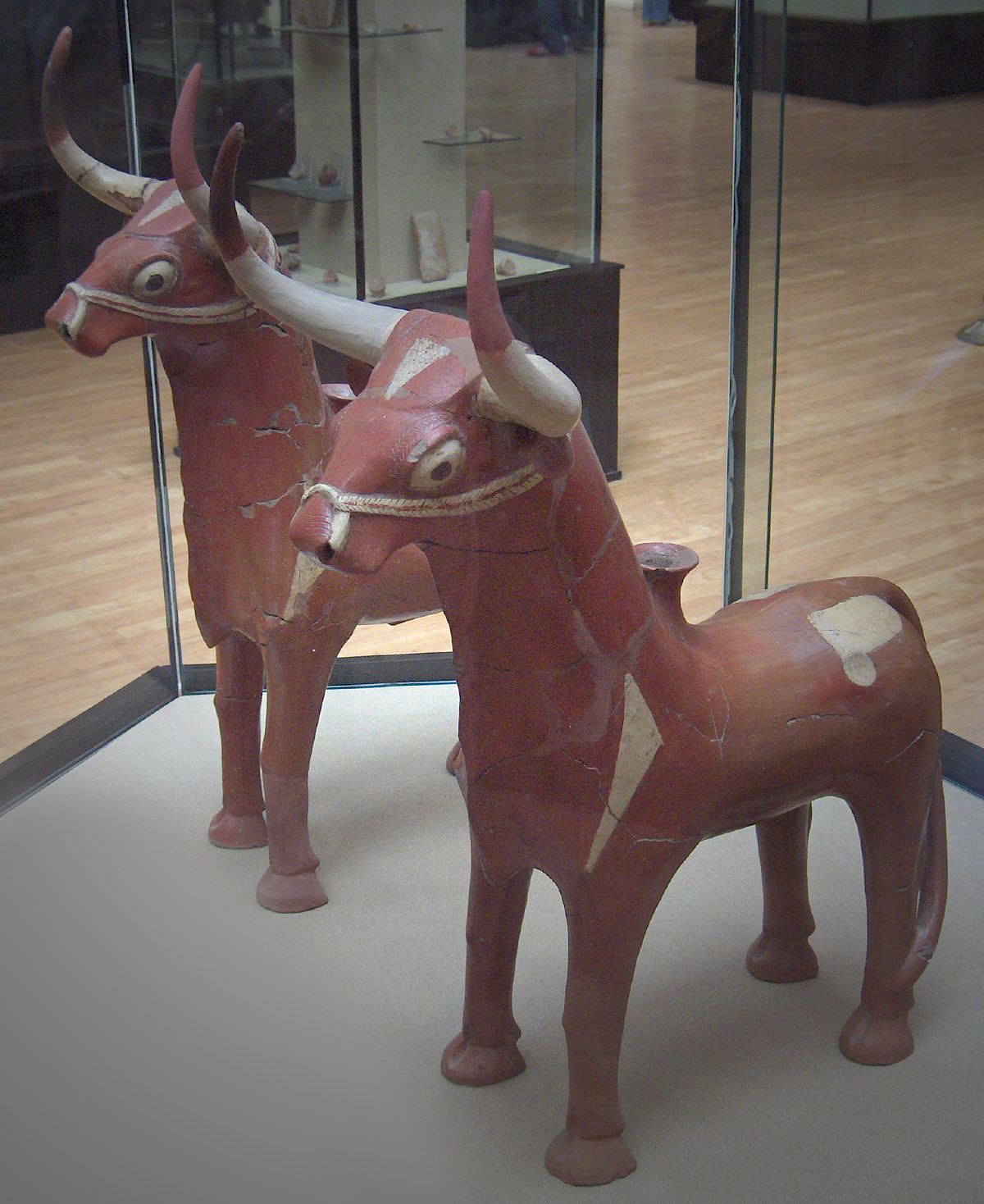
Gepaarte Stierrhyta fanden schon in althethitischer Zeit Verwendung im Kult und bezeugen so das Alter von Stierdyaden in Anatolien.

Šeri und Ḫurri sind zwei göttliche Stiere, die den Wagen des hurritischen Wettergottes Teššub ziehen. Im Ullikummi-Lied werden sie Šerišu und Tilla genannt. In den kaluti-Opferlisten des Teššub werden sie nach Šarruma und vor den Bergen Namni und Ḫazzi genannt. Umstritten ist, ob die beiden den Himmel tragenden Stiermenschen im hethitischen Felsheiligtum Yazılıkaya Šeri und Ḫurri darstellen. Stierdyaden sind bereits im 3. Jahrtausend v. Chr. für Anatolien und Mesopotamien bezeugt.
Die Namen der beiden Stiere finden sich auch in einer Opferliste für Berggötter beim ḫišuwa-Fest, wo nacheinander die Berge Šera und Šinatilla genannt werden. Letzterer Name enthält das hurritische Zahlwort šina „zwei“, bedeutet also etwa „zwei Tilla-Stiere“. Die Lage der beiden Berge ist unbekannt, müssen aber im Taurus oder Amanos gesucht werden. Der Name von Šeri/Šerišu gehört möglicherweise zu hurritisch šerše „Thron“ und Ḫurri wird zu urartäisch ḫurrišḫe „Bewässerer“ gestellt, womit die beiden Aspekte des Wettergottes als Götterkönig und Regenspender reflektiert werden.